# Dicrurus waldenii
El drongo de la Mayotte (Dicrurus waldenii) es una especie de ave paseriforme de la familia Dicruridae endémica de la isla de Mayotte. Se encuentra amenazado por pérdida de hábitat.

## Distribución y hábitat
Es endémica de Mayotte, en el archipiélago de las Comoras en el océano Índico. Sus hábitats naturales son los bosques bajos húmedos subtropicales o tropicales, manglares subtropicales o tropicales, zonas húmedas de arbustos subtropicales o tropicales y plantaciones.